# 254P/McNaught
La comète McNaught, officiellement 254P/McNaught, est une comète périodique du système solaire, découverte le 4 octobre 2010 par Robert H. McNaught.